# Comité national des sports d'Indonésie
Pour les articles homonymes, voir KONI.
Le Comité national des sports d'Indonésie (Komite Olahraga Nasional Indonesia ou KONI) était le comité national olympique de l'Indonésie. Il a été fondé en 1946 au sein des Indes orientales néerlandaises et organise les jeux nationaux : les Pekan Olahraga Nasional.
En 2005 est créé un Comité olympique d'Indonésie (en bahasa, Komite Olimpiade Indonesia, KOI) qui est devenu le comité national olympique indonésien, séparé du KONI chargé de l'organisation sportive en Indonésie.